# Portigon
Die Portigon AG ist ein Kreditinstitut mit Sitz in Düsseldorf. Es handelt sich dabei um die Rechtsnachfolgerin der früheren WestLB AG, die zum 2. Juli 2012 in Portigon AG umfirmiert wurde. Das Unternehmen führt insbesondere die Servicierung von Kredit- und Wertpapierportfolios durch und hat die Aufgabe, den Rückbau der ehemaligen WestLB durchzuführen.

## Gründung
Von der Finanzkrise ab 2007 war weltweit eine Vielzahl von Kreditinstituten betroffen. In Deutschland gerieten insbesondere die Commerzbank AG, die Hypo Real Estate und die WestLB AG ab Oktober 2008 in eine Unternehmenskrise. Bei der WestLB brachten die öffentlich-rechtlichen Gesellschafter, insbesondere das Land Nordrhein-Westfalen als größter Gesellschafter, zwecks Überwindung der Krise Eigenkapitalerhöhungen und Garantien ein, die von der EU-Kommission als unerlaubte, wettbewerbsverzerrende Beihilfe gewertet wurden. Die Portigon AG entstand schließlich als Folge des aus den Beihilfevorwürfen resultierenden Beschlusses der EU-Kommission vom 20. Dezember 2011, wonach die bisherige Firmierung WestLB AG aufzugeben war und lediglich noch Servicetätigkeiten wahrgenommen werden dürfen. Die Portigon AG besitzt zwar als Einlagenkreditinstitut eine Vollbanklizenz der BaFin, darf jedoch aufgrund des EU-Beschlusses keine neuen Bankgeschäfte auf eigene Rechnung betreiben.
Am 22. März 2012 wurde anlässlich der Bilanzpressekonferenz der WestLB ein Restrukturierungsplan verkündet, der die Aufspaltung der WestLB bis zum 30. Juni 2012 in drei Teile beinhaltete.
- Die in Portigon AG umfirmierte WestLB AG, mit dem Auftrag, die Abwicklung der Bank im Hinblick auf Standorte, Mitarbeiter und verbliebene Vermögenswerte durchzuführen.
- Die Erste Abwicklungsanstalt (EAA), die 2009 als Bad Bank für toxische Wertpapiere und sonstige nicht strategienotwendige Vermögenswerte der WestLB gegründet worden war, übernimmt Vermögenswerte, die nicht bis zum 30. Juni 2012 verkauft werden konnten, sowie Verbindlichkeiten. Sie wird bis 2027 den Abbau dieser Positionen betreiben, prüft aber derzeit strategische Optionen, den Abbau zu beschleunigen.
- Eine Niederlassung der Frankfurter Helaba führt das Geschäft mit den NRW-Sparkassen, mittelständischen Firmenkunden und Kommunen fort. Die hier tätigen 450 Mitarbeiter behalten ihren Arbeitsplatz in Düsseldorf. Die Depotbank- und Zahlungsverkehrsfunktionen wurden mit Wirkung zum 17. September 2012 übernommen.[10]

## Geschäftszweck bei Gründung
Die Portigon AG erbringt Finanzdienstleistungen primär für die Erste Abwicklungsanstalt (EAA) und die Landesbank Hessen-Thüringen (im Rahmen der so genannten Verbundbank). Die Akquisition weiterer Kunden (so genanntes Drittgeschäft) war geplant, konnte jedoch nicht realisiert werden.
Hauptgeschäftszweck ist die Erbringung von Finanzdienstleistungen im Bereich Portfoliomanagement, Reporting und Finanz-Manufacturing. Hierzu zählen Kreditanalyse, Treasury, Finanzen und Controlling, Risikocontrolling, Kreditadministration, IT-Dienstleistungen sowie verschiedene Corporate Center-Funktionen. Portigon bietet Dienstleistungen in allen Zeitzonen an und verfügt unter anderem über die ehemaligen WestLB-Niederlassungen in New York City, London und Hongkong. Falls erforderlich, darf sie auch weitere banktypische oder banknahe Geschäfte tätigen. Zur Geschäftstätigkeit Portigons gehören insbesondere nicht Eigenhandel, Emission von Zertifikaten jeglicher Art und andere Emissionsgeschäfte, Projekt- und Handelsfinanzierungen, Asset-Based-Finance, Verbriefungen und syndiziertes Kreditgeschäft sowie internationales Firmenkundengeschäft. Portigon ist seit dem 1. September 2012 lediglich noch als Nichthandelsbuchinstitut tätig. Zum 30. September 2012 wurde das Debitkartengeschäft an die BW-Bank abgegeben.
Die Portigon AG war bis 2024 Mitglied der Sicherungsreserve der Landesbanken und Girozentralen.

## Gesellschafter
Nach dem Ausscheiden der beiden nordrhein-westfälischen Sparkassenverbände und der Landschaftsverbände aus dem Aktionärskreis stellen sich die Beteiligungsverhältnisse an der Portigon AG seit September 2012 wie folgt dar:
| Gesellschafter           | Beteiligungsquote |
| ------------------------ | ----------------- |
| Land Nordrhein-Westfalen | 76,90 %           |
| NRW.Bank                 | 23,10 %           |

Da der Gesellschafter NRW.Bank zu 100 % dem Land NRW gehört, ist das Land NRW durchgerechnet mit 100 % Alleingesellschafter der Bank, die beiden Landschaftsverbände und Sparkassenverbände sind nicht mehr beteiligt.

## Unternehmensstrukturen nach Gründung
Die Portigon AG nimmt die Funktion einer Holdinggesellschaft wahr, die nach ursprünglicher Planung zwei Tochtergesellschaften haben sollte, und zwar eine Betriebsgesellschaft und eine Servicegesellschaft. Die reine Servicefunktion hat zur Folge, dass die Bilanzsumme (Aktiva und Passiva) – soweit sie nicht das Verbundbankgeschäft betreffen – auf die bereits seit Dezember 2009 bestehende EAA übertragen wurde. Vermögenswerte, die aus steuerlichen, rechtlichen oder regulatorischen Gründen nicht physisch auf die EAA übertragen werden konnten, wurden nur synthetisch übertragen. Sie erscheinen in den Bilanzen der Holding oder der Betriebsgesellschaft, nicht jedoch in der Servicegesellschaft.
Die Hauptaufgabe der Holding und Betriebsgesellschaft sollte darin bestehen, die Zahl der (ehemaligen WestLB-) Mitarbeiter von ursprünglich rund 4.400 auf 1.400 im Jahr 2016 zu senken (von denen 1.000 in der Servicegesellschaft beschäftigt werden). Die Servicegesellschaft musste im Zeitraum zwischen dem 1. Januar 2012 bis 31. Dezember 2014 ausgegliedert werden, damit sie Asset-Management-Dienste für die verbleibenden Vermögenswerte und Verbindlichkeiten erbringen konnte. Die Servicegesellschaft sollte einer Forderung der Europäischen Kommission entsprechend bis spätestens 2016 veräußert werden, um die Veräußerung zu erleichtern, konnte die Portigon AG von 2012 bis 2014 Verträge über das Servicing von Drittportfolios schließen, also Drittgeschäft außerhalb von ehemaligen WestLB-Portfolios. Die Erträge aus diesen Tätigkeiten durften jedoch 40–60 % der Gesamtbruttoerlöse der Servicegesellschaft nicht übersteigen. Diese Beschränkung entfiel mit der Veräußerung der Servicegesellschaft. Im Januar 2014 wurde diese Servicegesellschaft als hundertprozentige Tochtergesellschaft unter dem Namen Portigon Financial Services GmbH (PFS) gegründet. Sie fungierte – wie vorgesehen – als Dienstleister, insbesondere bei der Verwaltung von Bankportfolios, und beschäftigte rund 600 Mitarbeiter. Ihr Hauptkunde war die EAA, von der sie am 4. April 2016 übernommen wurde. Einen bereits angelaufenen Prozess zum Verkauf der PFS hatte NRW im Juni 2014 wegen ungünstiger Marktgegebenheiten gestoppt. Die Ausgliederung der Betriebsgesellschaft aus der Portigon AG wurde hingegen nicht vollzogen.

## Entwicklung seit 2012
Im Oktober 2012 verlängerte der Aufsichtsrat den Vertrag mit dem ersten Vorstandsvorsitzenden Dietrich Voigtländer bis 2017. Voigtländer gab seinen Posten am 30. April 2014 auf, sein Nachfolger wurde Kai Wilhelm Franzmeyer, dessen Ausscheiden jedoch schon 15 Monate später am 12. August 2015 aufgrund unterschiedlicher Auffassungen über die Zukunft des Instituts bekannt gegeben wurde. Sein Nachfolger wurde im September 2015 Hubert Beckmann, den im April 2016 Peter Stemper ersetzte.
Im Februar 2014 veräußerte die Portigon AG ihre Düsseldorfer Immobilien an Tochterunternehmen der Blackstone Group für rund 350 Millionen Euro. Insgesamt umfasste der Gebäudekomplex in zentraler Lage Düsseldorfs 122.000 m² komplett vermietete Büroflächen. Dazu gehörten das Portigon-Hauptgebäude Herzogterrassen in der Herzogstraße 15, ein Objekt in der Friedrichstraße 62–80 (heute Sitz des Ministeriums für Inneres und Kommunales des Landes NRW) sowie eine Immobilie in der Elisabethstraße 65. Die Käufer waren Blackstone Europe Real Estate Partners IV und Blackstone Real Estate Partners VII.
Der Immobilienverkauf löste im Haupt- und Finanzausschuss des Landtages NRW kritische Reaktionen aus. CDU-Finanzexperte Marcus Optendrenk fragte, wieso das Ministerium ausgerechnet in einer Immobilie untergebracht werden soll, die einem als „Heuschrecke“ geltenden Investor gehört. Der FDP-Politiker Ralf Witzel zeigte sich verwundert, dass das Innenministerium mit seiner hochsensiblen Abteilung Verfassungsschutz ausgerechnet Mieter eines Unternehmens werden soll, dessen Nähe zum US-Geheimdienst bekannt sei.
Im Juni 2014 wurde die Servicierung für Teilbereiche der Helaba planmäßig beendet. Mit Wirkung zum 7. Juli 2014 wurde die Niederlassung in Istanbul geschlossen, es folgten Tokio (März 2015), Sydney (März 2016), Singapur (April 2016), Mailand (März 2017), Hongkong (August 2017) und Madrid (Dezember 2018). Der Schließungsprozess für die verbliebenen Standorte London und New York wurde ebenfalls eingeleitet. Die Niederlassung in London beschäftigte zuletzt noch 16 Mitarbeiter und hatte keine eigenen Assets mehr, der Mietvertrag endete im Dezember 2020, der Betrieb endete jedoch erst 2022. Der Standort New York wurde ebenfalls 2022 aufgelöst. Die Bilanz der NY Branch konnte zum 30. Juni 2018 auf unter 1 Mrd. Assets reduziert werden, nachdem es zum 30. September 2017 noch über 1,5 Mrd. waren. Mit dem Rückbau der letzten Auslandsstandorte konnte die Rückgabe der Banklizenzen erfolgen und die Abwicklung der ehemaligen WestLB kann beendet werden.
Der Verkauf des mondänen WestLB-Fortbildungszentrums Schloss Krickenbeck einschließlich des Tagungs- und Seminarbetriebs an die französische Châteauform-Gruppe wurde am 30. April 2015 vollzogen. Im Mai 2015 erfolgte die Umstellung der bankinternen Kreditrisikosteuerung vom Internal-Rating-Based-Approach-(IRBA)-Kreditprozess auf den Kreditrisiko-Standard-Ansatz (KSA). Infolgedessen werden seitdem „PAG-Risikoklassen“ – ein vereinfachtes Risikoklassifizierungsverfahren gemäß den Mindestanforderungen an das Risikomanagement (BA) – vergeben. Durch konsequente Abwicklung befanden sich als Hauptkreditart im Jahre 2015 überwiegend Kommunalkredite im Bestand. Im März 2016 meldete die Portigon den Verkauf der PFS-Tochtergesellschaft an die EAA, weil sich auf dem freien Markt kein Interessent fand. Die Portigon AG zog im Oktober 2016 von der Herzogstraße 15 in die nahegelegene Völklinger Straße 4, wo sie im 1974 fertiggestellten Bürogebäude „RWI 4“ (gehört zum Vermögen des geschlossenen Immobilienfonds „RWI 25“) 3.400 m² Mietfläche nutzte. Der Rückbau der Portigon AG sollte bis zum Jahr 2022 weitgehend abgeschlossen sein.
Im Dezember 2020 teilte der Vorstand mit, dass er einen Jahresverlust von 600 Millionen Euro erwarte, wodurch mehr als 50 % des Eigenkapitals aufgebraucht würden. Ursache hierfür seien im Wesentlichen „Änderungsbescheide des Finanzamts Düsseldorf im Zusammenhang mit Dividendenarbitragegeschäften der ehemaligen West LB“ (Cum-Ex).
Die Bad Bank der WestLB musste nach einem Gerichtsurteil des Landgerichts Frankfurt am Main vom 29. September 2021 Steuerschulden von rund einer Milliarde Euro aus Cum-Ex-Geschäften übernehmen. Das Gericht gab damit einer entsprechenden Klage von Portigon statt. Die Erste Abwicklungsanstalt (EAA) habe für die Steuerschulden einzustehen; das Urteil ist nicht rechtskräftig. Der Bundesgerichtshof (BGH) hat im Dezember 2023 die Nichtzulassungsbeschwerde der Portigon hinsichtlich ihrer Cum und Ex-Steuerverbindlichkeiten zurückgewiesen. Das hat zur Folge, dass das Urteil des Oberlandesgerichts Frankfurt am Main vom Dezember 2022 zu Gunsten der Erste Abwicklungsanstalt rechtskräftig ist. Damit ist die Klage der Portigon AG auf Freistellung von ihren Cum und Ex-Steuerverbindlichkeiten in Höhe von 965 Millionen Euro endgültig erfolglos. 

## Finanzkennzahlen
Der Rückbau der Portigon AG lässt sich aus folgenden Finanzkennzahlen ablesen:
| Kennzahl                | 2012   | 2013   | 2014   | 2015  | 2016   | 2017   | 2018   | 2019   | 2020   | 2021  | 2022  | 2023   |
| ----------------------- | ------ | ------ | ------ | ----- | ------ | ------ | ------ | ------ | ------ | ----- | ----- | ------ |
| Bilanzsumme (Mrd. €)    | 98,7   | 31,0   | 19,4   | 14,1  | 11,5   | 7,4    | 4,9    | 4,3    | 2,8    | 2,2   | 2,0   | 1,5    |
| Eigenkapital (Mrd. €)   | 2,4    | 2,2    | 2,0    | 1,9   | 1,7    | 1,6    | 1,4    | 0,8    | 0,236  | 0,345 | 0,278 | 0,176  |
| Jahresergebnis (Mio. €) | −1.349 | −825,9 | −236,6 | −98,8 | −169,5 | −100,4 | −215,2 | -582,4 | -600,9 | -50,8 | -67,0 | -102,6 |
| Mitarbeiterzahl         | 2.776  | 2.103  | 840    | 451   | 268    | 159    | 120    | 94     | 73     | 60    | 51    | 39     |

Seit ihrer Gründung konnte Portigon die abwicklungsbedingten Verluste bis 2018 deutlich abbauen und ihre Eigenmittel dadurch weitgehend schonen. Das Geschäftsvolumen sank von ursprünglich 98,9 Mrd. Euro (2012) auf 4,3 Mrd. Euro (2019) und halbierte sich im Geschäftsjahr 2021 auf 2,2 Mrd. Euro. Im Geschäftsjahr 2020 musste die Portigon AG den drittgrößten Verlust ihrer Geschichte hinnehmen. Da der im Geschäftsjahr 2020 eingetretene Verlust von knapp 601 Mio. Euro mehr als 50 % des Grundkapitals (2019) ausmachte, beschloss die Hauptversammlung am 25. März 2021 eine Kapitalerhöhung gegen Bareinlagen das Landes NRW in Hohe von 160 Mio. Euro. Das Grundkapital betrug nach Erhöhung 658,649 Mio. Euro, dadurch stieg die Beteiligungsquote des Landes NRW auf 76,9 %. Im Jahre 2022 wurden die beiden letzten Niederlassungen der Portigon in London und New York City geschlossen, so dass Düsseldorf der einzig verbliebene Standort ist. Wesentlichste verbliebene Bilanzposition auf der Aktivseite der Bilanz ist ein als Kommunalkredit verbuchtes Schuldscheindarlehen an das Land NRW in Höhe von 1 Mrd. Euro, das der Absicherung der Pensionsrückstellungen in Höhe von 742,9 Mio. Euro dient. Im Februar 2023 gab Portigon die Banklizenz zurück, trotzdem ist das Unternehmen noch Kreditinstitut im Sinne des Kreditwesengesetzes.

## Kunstsammlung
Die Portigon war Eigentümerin einer von der Rechtsvorgängerin WestLB angelegten Kunstsammlung. Diese umfasste rund 400 Kunstwerke der Kunstrichtungen klassische Moderne (August Macke, Gabriele Münter, Paul Signac, Pablo Picasso), abstrakte und 
konstruktivistische Kunst (Morris Louis, Victor Vasarely, Jan Schoonhoven, Max Bill, Nicolas Schoeffer), zeitgenössische Kunst sowie Fotografie. Der Schwerpunkt lag auf Kunst aus Nordrhein-Westfalen seit 1960 (Joseph Beuys, Imi Knoebel, Gotthard Graubner, Isa Genzken, Hans-Peter Feldmann, Katharina Grosse). Seit Januar 2015 entbrannte eine Diskussion über den von der Portigon beabsichtigten Verkauf der Sammlung. Die Portigon verkaufte im Juli 2016 von der aus 400 Kunstwerken und drei Streichinstrumenten bestehenden Kunstsammlung 297 Werke einschließlich der Stradivari „Lady Inchiquin“ an eine Stiftung der landeseigenen Kunstsammlung Nordrhein-Westfalen zum Preis von knapp 30 Millionen Euro.